# Silvia Fröhlich
Silvia Fröhlich (Leipzig, 24 februari 1959) is een Duits roeister. Zij kwam uit onder de vlag van Oost-Duitsland, aanvankelijk onder haar meisjesnaam Silvia Arndt.
Silvia Fröhlich won in 1978 en 1979 de zilveren medaille in de acht tijdens de wereldkampioenschappen. Ze stapte voor de Olympische Zomerspelen 1980 over naar de vier-met-stuurvrouw, in deze boot werd ze in Moskou olympisch kampioen.

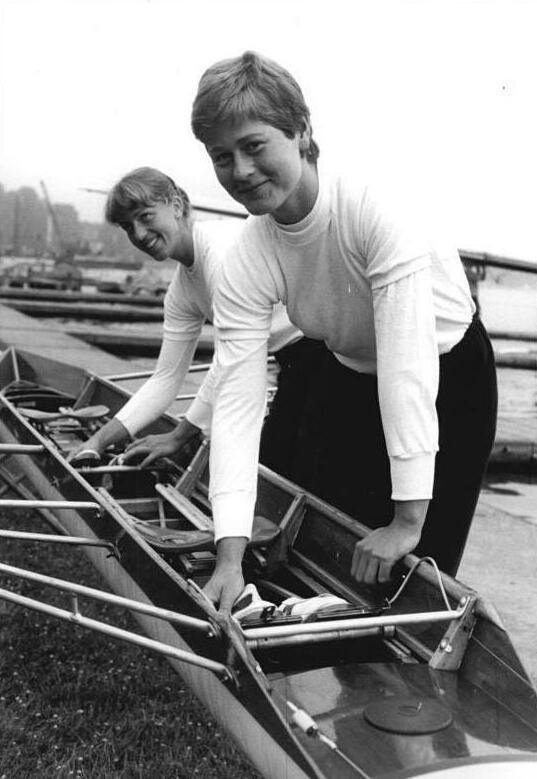
Sylvia Fröhlich en Marita Sandig in 1982

In 1982 en 1983 werd Fröhlich samen met Marita Gasch(-Sandig) wereldkampioene in de twee-zonder. Aan de spelen van Los Angeles konden zij niet deelnemen omdat DDR deze spelen boycotte.
Na haar carrière als roeister voltooide ze haar studie tandheelkunde.

## Resultaten

### Olympische Zomerspelen
| Jaar | Plaats | Resultaten                |
| ---- | ------ | ------------------------- |
| 1980 | Moskou | in de vier-met-stuurvrouw |

### Wereldkampioenschappen roeien
| Jaar | Plaats   | Resultaten                            |
| ---- | -------- | ------------------------------------- |
| 1978 | Hamilton | in de acht                            |
| 1979 | Bled     | in de acht                            |
| 1981 | München  | in de vier-met-stuurvrouw             |
| 1982 | Luzern   | in de twee-zonder (met Marita Sandig) |
| 1983 | Duisburg | in de twee-zonder (met Marita Gasch)  |

1976: Karin Metze & Bianka Schwede & Gabriele Lohs & Andrea Kurth & Sabine Heß ·
1980: Ramona Kapheim & Silvia Fröhlich & Angelika Noack & Romy Saalfeld & Kirsten Wenzel·
1984: Florica Lavric & Maria Fricioiu & Chira Apostol & Olga Bularda & Viorica Ioja·
1988: Martina Walther & Gerlinde Doberschütz & Carola Hornig & Birte Siech & Sylvia Rose